# Iehuda Amikhai
Iehuda Amikhai (יהודה עמיחי Yehudà Amihay) nascut Ludwig Pfeuffer (Würzburg, 3 de maig 1924 – Jerusalem 22 de setembre de 2000) va ser un escriptor israelià considerat un dels millors poetes contemporanis en hebreu. Va ser dels primers a escriure en hebreu col·loquial. La seva obra tracta temes quotidians, ironies i amors dolorosos, la religió i la terra i la ciutat de Jerusalem. La seva obra ha tingut una gran influència en la creació de la poesia israeliana moderna.

## Traduccions al català
- Poemes de cos i d'ànima. Traducció de Manuel Forcano. Martorell: Adesiara editorial, 2018